# Келлі Голмс
Келлі Голмс  (англ. Kelly Holmes, 19 квітня 1970) — британська легкоатлетка, олімпійська чемпіонка.

## Виступи на Олімпіадах
| Олімпіада    | Дисципліна         | Місце |
| ------------ | ------------------ | ----- |
| Атланта 1996 | біг на 800 метрів  | 4     |
| Атланта 1996 | біг на 1500 метрів | 11    |
| Сідней 2000  | біг на 800 метрів  | 3     |
| Сідней 2000  | біг на 1500 метрів | 7     |
| Афіни 2004   | біг на 800 метрів  | 1     |
| Афіни 2004   | біг на 1500 метрів | 1     |